# Morgan County (Alabama)
Morgan County is een county in de Amerikaanse staat Alabama.
De county heeft een landoppervlakte van 1.508 km² en telt 111.064 inwoners (volkstelling 2000). De hoofdplaats is Decatur.

## Bevolkingsontwikkeling

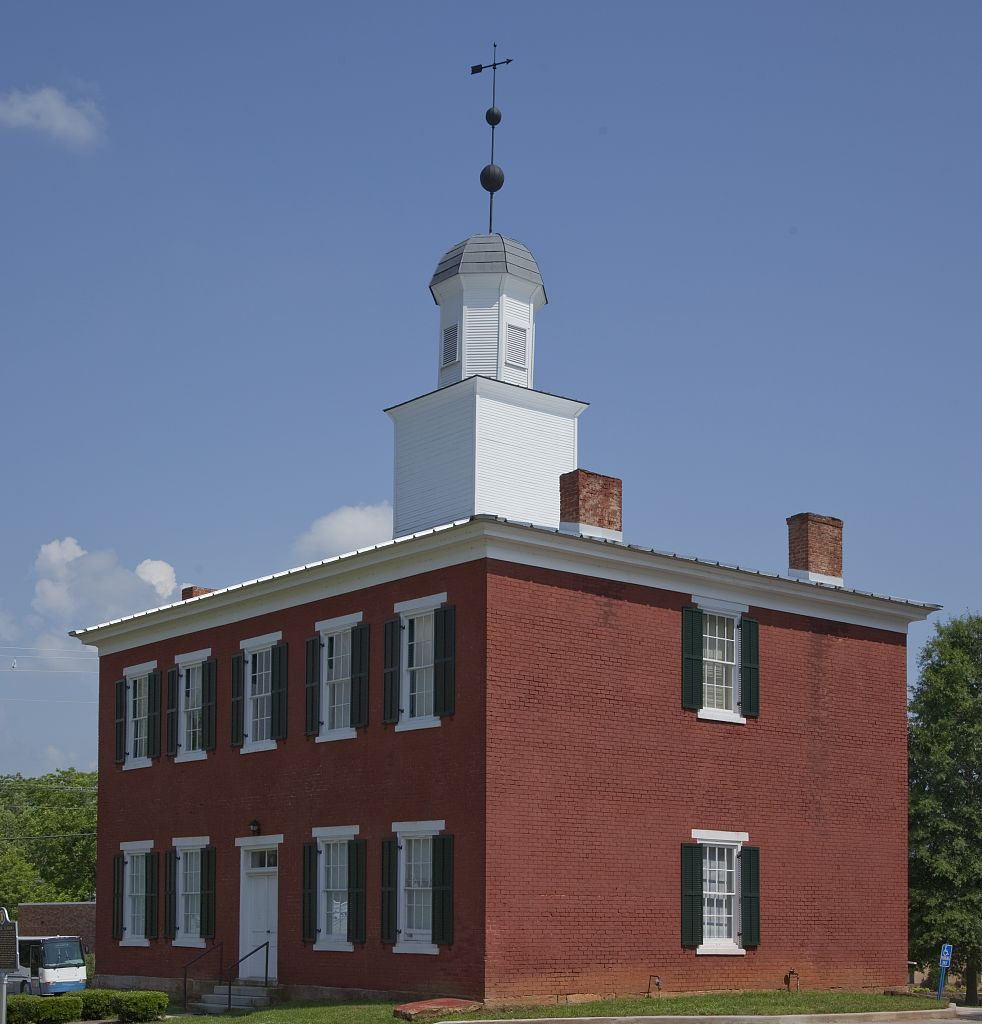
Voormalig courthouse van Morgan County